# Welt-Leichtathlet des Jahres

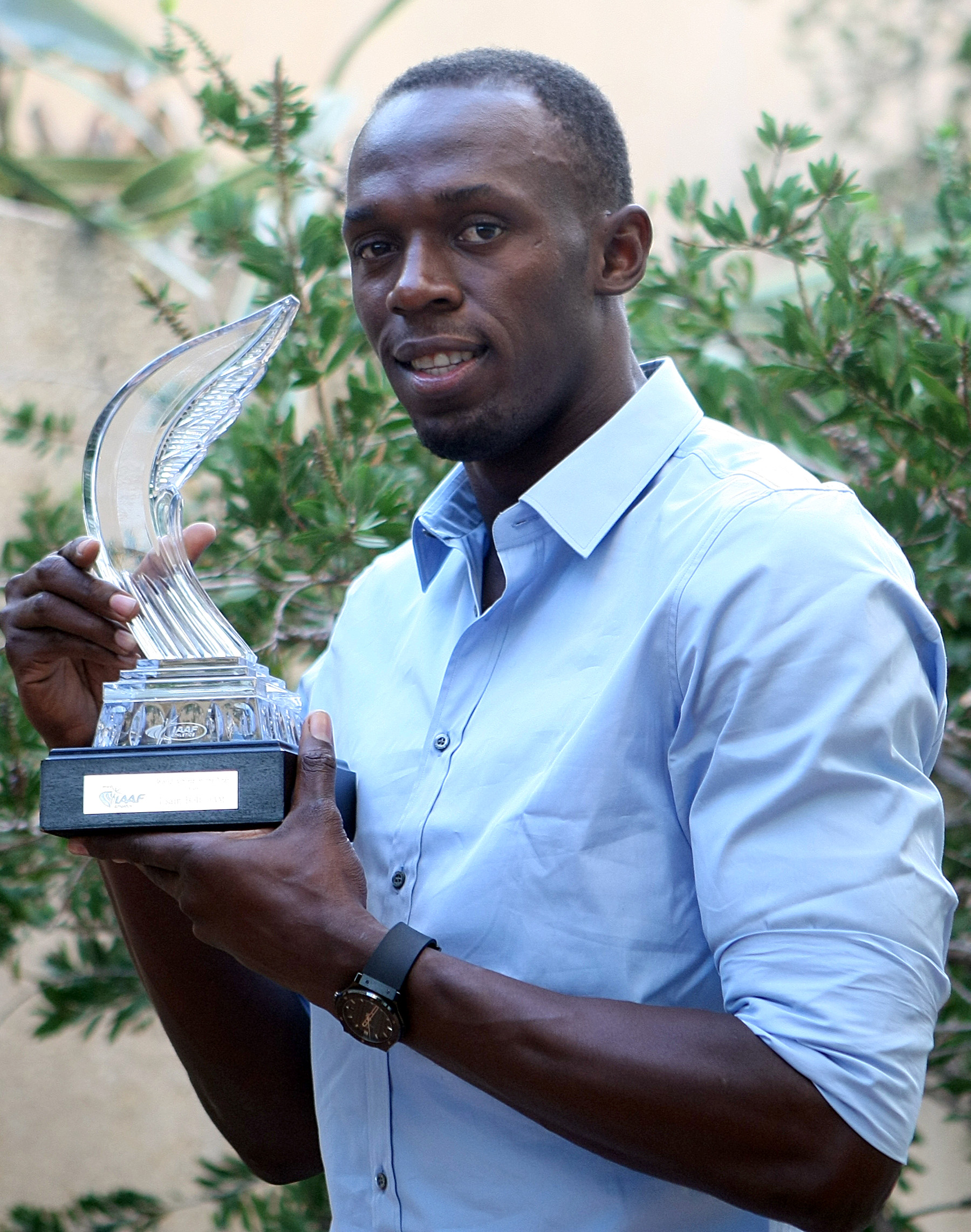
Usain Bolt bei der Preisverleihung 2011, Welt-Leichtathlet 2008, 2009, 2011, 2012, 2013 und 2016

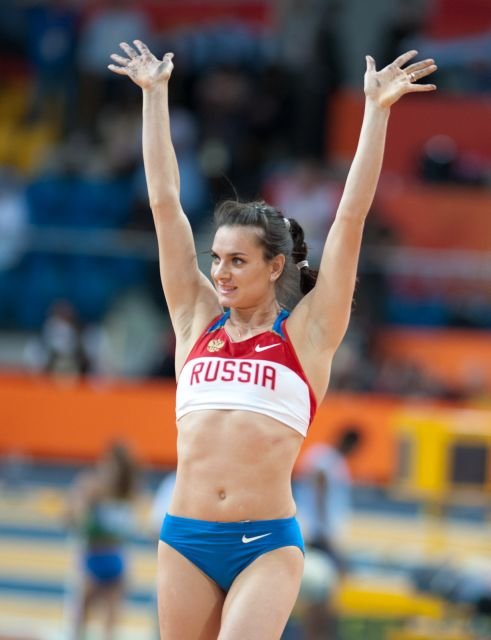
Jelena Issinbajewa, 2004, 2005 und 2008

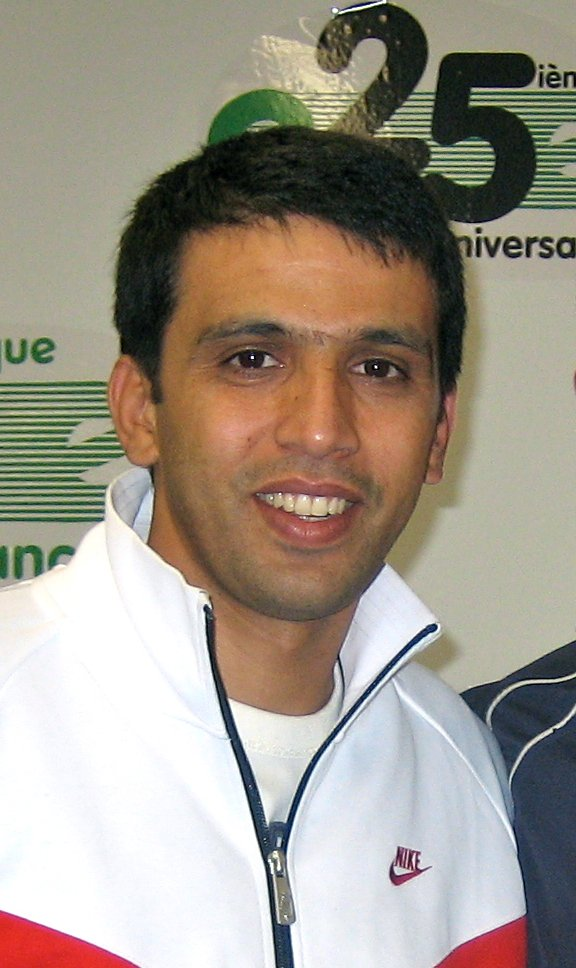
Hicham El Guerrouj, 2001, 2002 und 2003

Die Welt-Leichtathleten des Jahres werden vom Leichtathletik-Weltverband World Athletics seit 1988 ausgezeichnet. 2012 war der Titel mit einem Preisgeld von 100.000 Dollar bzw. 77.500 Euro dotiert.
Der Sprinter Usain Bolt wurde sechsmal ausgezeichnet, der Mittel- und Langstreckenläufer Hicham El Guerrouj, die Stabhochspringerin Jelena Issinbajewa und der Stabhochspringer Armand Duplantis je dreimal. Leichtathletin des Jahres 2000 war zunächst Marion Jones (USA), wegen Doping wurde der Titel aber aberkannt.
Bei den Preisverleihungen zum Welt-Leichtathleten werden zugleich zwei Nachwuchstalente als „Rising Star“ ausgezeichnet (deutsch „Aufsteiger des Jahres“), so etwa 2010 und 2011 die deutschen Speerwerfer Till Wöschler und Christin Hussong. Unregelmäßig spricht World Athletics weitere Ehrungen aus, so etwa 2012 für David Rudishas 800-Meter-Weltrekord als „Leistung des Jahres“ und für Glen Mills’ „Lebenswerk“ als Trainer Usain Bolts.
| Jahr                    | Männer                                        | Frauen                                         |
| ----------------------- | --------------------------------------------- | ---------------------------------------------- |
| 1988                    | Carl Lewis                                    | Florence Griffith-Joyner                       |
| 1989                    | Roger Kingdom                                 | Ana Fidelia Quirot                             |
| 1990                    | Steve Backley                                 | Merlene Ottey                                  |
| 1991                    | Carl Lewis (2)                                | Katrin Krabbe                                  |
| 1992                    | Kevin Young                                   | Heike Henkel                                   |
| 1993                    | Colin Jackson                                 | Sally Gunnell                                  |
| 1994                    | Noureddine Morceli                            | Jackie Joyner-Kersee                           |
| 1995                    | Jonathan Edwards                              | Gwen Torrence                                  |
| 1996                    | Michael Johnson                               | Swetlana Masterkowa                            |
| 1997                    | Wilson Kipketer                               | Marion Jones                                   |
| 1998                    | Haile Gebrselassie                            | Marion Jones (2)                               |
| 1999                    | Michael Johnson (2)                           | Gabriela Szabo                                 |
| 2000                    | Jan Železný                                   | –                                              |
| 2001                    | Hicham El Guerrouj                            | Stacy Dragila                                  |
| 2002                    | Hicham El Guerrouj (2)                        | Paula Radcliffe                                |
| 2003                    | Hicham El Guerrouj (3)                        | Hestrie Cloete                                 |
| 2004                    | Kenenisa Bekele                               | Jelena Issinbajewa                             |
| 2005                    | Kenenisa Bekele (2)                           | Jelena Issinbajewa (2)                         |
| 2006                    | Asafa Powell                                  | Sanya Richards                                 |
| 2007                    | Tyson Gay                                     | Meseret Defar                                  |
| 2008                    | Usain Bolt                                    | Jelena Issinbajewa (3)                         |
| 2009                    | Usain Bolt (2)                                | Sanya Richards (2)                             |
| 2010                    | David Rudisha                                 | Blanka Vlašić                                  |
| 2011                    | Usain Bolt (3)                                | Sally Pearson                                  |
| 2012                    | Usain Bolt (4)                                | Allyson Felix                                  |
| 2013                    | Usain Bolt (5)                                | Shelly-Ann Fraser-Pryce                        |
| 2014                    | Renaud Lavillenie                             | Valerie Adams                                  |
| 2015                    | Ashton Eaton                                  | Genzebe Dibaba                                 |
| 2016                    | Usain Bolt (6)                                | Almaz Ayana                                    |
| 2017                    | Mutaz Essa Barshim                            | Nafissatou Thiam                               |
| 2018                    | Eliud Kipchoge                                | Caterine Ibargüen                              |
| 2019                    | Eliud Kipchoge (2)                            | Dalilah Muhammad                               |
| 2020                    | Armand Duplantis                              | Yulimar Rojas                                  |
| 2021                    | Karsten Warholm                               | Elaine Thompson-Herah                          |
| 2022                    | Armand Duplantis (2)                          | Sydney McLaughlin                              |
| 2023                    | Armand Duplantis (3) Noah Lyles Kelvin Kiptum | Tigist Assefa Faith Kipyegon Yulimar Rojas (2) |
| 2024                    | Letsile Tebogo                                | Sifan Hassan                                   |
| Quelle: World Athletics |                                               |                                                |